# Mario Fernando Hernández
Mario Fernando Hernández (7 december 1966 - San Pedro Sula, 22 november 2008) was een Hondurees parlementariër voor de liberale partij van Honduras. 
Hernández was opgeleid als bedrijfseconoom. Als volksvertegenwoordiger was hij secretaris van de wetgevende commissie voor nijverheid en handel en van die voor drugshandel en veiligheid alsmede lid van de commissie voor vrede en democratie. Eveneens fungeerde hij als de informele vicevoorzitter van het Hondurees parlement. 
Mario Fernando Hernández werd met een partijgenoot eind 2008 doodgeschoten toen hij op weg was naar een vergadering met activisten in Cabañas, een overvolle wijk van San Pedro Sula.